# Vasilisa Bardina
Vasilisa Alekseyevna Bardina (em russo, Василиса Алексеевна Бардина: Moscou, (20 de novembro de 1987) é uma ex-tenista profissional russa que chegou a ser Nº 48 do mundo pela WTA.

## WTA Tour finais

### Simples: 1 (0-1)
| Legenda                             |
| ----------------------------------- |
| Grand Slam (0–0)                    |
| WTA Tour (0–0)                      |
| Premier Mandatory & Premier 5 (0–0) |
| Premier (0–0)                       |
| International (0–1)                 |

| Resultado | N. | Data            | Torneio           | Piso | Oponente         | Placar        |
| --------- | -- | --------------- | ----------------- | ---- | ---------------- | ------------- |
| Vice      | 1. | 12 Janeiro 2007 | Hobart, Austrália | Duro | Anna Chakvetadze | 3–6, 6–7(3–7) |